# 이스케이프 시퀀스
이스케이프 시퀀스(escape sequence) 또는 확장열은 컴퓨터와 주변 기기의 상태를 바꾸는 데에 쓰이는 일련의 문자열이다. 제어 시퀀스(control sequence)라고도 한다. 일부 제어 시퀀스는 늘 같은 의미를 지니고 있는 특수 문자이다. 이스케이프 시퀀스는 이스케이프 문자를 이용하여 이를 따르는 문자들의 뜻을 바꿀 수 있는데, 여기서 문자들은 데이터가 아닌 실행 명령어로 해석할 수 있다.

## 예
펄 또는 파이썬 2의 경우
print "Nancy said "Hello World!" to the crowd.";

문법 오류를 발생시키는 반면 다음은:
print "Nancy said \"Hello World!\" to the crowd.";  ### example of \"

의도된 출력을 표시한다.
다른 대안:
print "Nancy said \x22Hello World!\x22 to the crowd.";  ### example of \x22

"\x"를 사용하여 다음의 두 문자가 16진 숫자임을 나타내며 "22"는 16진 아스키 값이다.

## 같이 보기
- 제어 문자
- 이스케이프 문자
- ANSI.SYS
- ANSI 이스케이프 시퀀스